# منتخب إنجلترا لهوكي الجليد للسيدات
منتخب إنجلترا الوطني لهوكي الجليد للسيدات (بالإنجليزية: England women's national ice hockey team)‏ هو ممثل المملكة المتحدة الرسمي في المنافسات الدولية في هوكي الجليد للسيدات.